# Станова (Україна)
Стано́ва — село в Україні, у Тростянецькій міській громаді Охтирського району Сумської області. Населення становить 856 осіб. Колишній орган місцевого самоврядування — Станівська сільська рада.

## Географія
Село Станова знаходиться за 2 км від правого берега річки Боромля. На відстані 3 км розташовані село Білка і місто Тростянець. Селом тече Балка Станова з загатою. Через село проходить автомобільна дорога Т 1913.

## Символіка
Герб: щит скошено ліворуч на верхнє зелене і нижнє синє поля. В зеленому полі золота дубова гілка з жолудями. В синьому – дві срібні хвилясті балки. Щит увінчаний сільською геральдичною короною з колосками.
Прапор: квадратне полотнище, розділене по діагоналі з верхнього лівого кута на два трикутні поля, у верхньому зеленому жовта дубова гілка з жолудями, у синьому – дві білі хвилясті смуги (завширки в 1/5 сторони прапора).

## Постаті
- Баглик Руслан Євгенович (1997—2018) — старший солдат Збройних сил України, учасник російсько-української війни[2][3].
- Борисенко Павло Федорович — (*15(28) січня 1901 — 1 грудня 1993) — український художник.
- Віноградов Роман Вадимович — український військовик, учасник російсько-української війни[4].